# Fulgor Omegna
El Fulgor Omegna, conocido también por motivos de patrocinio como Paffoni Omegna, es un equipo de baloncesto italiano con sede en la ciudad de Omegna, Piamonte. Compite en la Serie B, la tercera división del baloncesto en Italia. Disputa sus partidos en el PalaBattisti, con capacidad para 1048 espectadores.

## Nombres
- 1957-58: Alfra
- 1962-63: Alessi
- 1984-85: Cisal - Libby
- 1991-92: Magazzini Maya
- 2001-02: Cipir
- 2002-03: Cipir-Altea
- 2003-04: Altea
- 2006-07: Banca Popolare di Intra / Rubinetterie La Torre
- 2007-presente: Rubinetterie Paffoni

## Posiciones en liga
- 2009 - (5-A Dil)
- 2010 - (4-A Dil)
- 2011 - (5-A Dil)
- 2012 - (1-Naz A)
- 2013 - (6-Naz A)
- 2014 - (4-LNP Silver)
- 2015 - (10-A2 Silver)

## Palmarés
- Campeón Liga Regular División Noroeste Divisione Nazionale A (2012)
- Campeón Copa Divisione Nazionale A (2012)

## Jugadores destacados
| - Giacomo Bloise - Demetrius Conger - Mike James (baloncestista nacido en 1990) |  | - Devon Saddler - / Jevohn Shepherd - / Nika Metreveli |